# 山西六建集团
37°49′49″N 112°30′14″E / 37.83040°N 112.50402°E
山西六建集团有限公司，簡稱山西六建集团或山西六建，是一家总部位于中华人民共和国山西省太原市和平南路192号的建筑公司，现为昌陆集团的子集团，注册资本6,000万元人民币。
1988年山西省决定将山西六建自山西二建成建制分离，组建山西六建。组建之后，山西六建效益不佳，濒临破产，员工拿不到工资。2000年前后，山西六建进行改制，组成山西第六建筑有限公司，注册资本1,261万元人民币。改制不久，中国政府整顿建筑企业，提高房建一级资质的门槛，要求企业注册资本达到5,000万元人民币才可申请一级资质。山西六建随即引入社会法人股和自然人股东进行增资扩股，顺利取得房建一级资质。2008年，山西六建改组为集团。
山西六建主要经营房地产开发、房屋建筑工程施工总承包、市政公用工程施工总承包、矿山工程施工总承包、水利水电工程施工总承包及建筑科研等业务。公司的经营地域涵盖山西省主要市县，亦包括中国的北京、天津、广东等省市，还在南美、非洲、马来西亚等地承建工程。
山西六建承建的中国人民银行山西省分行综合楼、太原日报社新闻大厦两项工程和参建的太原机场改扩建工程航站楼工程曾获鲁班奖。